# 1 (album Shauna Bakera)
1 – album niemieckiego DJ-a i producenta Shauna Bakera. Album został wydany 25 lipca 2008 r.

## Lista utworów
1. „It Begins” – 1:01
2. „Xplode 2” (feat. Hyper) – 3:26
3. „V.I.P.” (feat. MaLoY) – 3:25
4. „Push!” – 3:24
5. „Hit Me Hard” (feat. Jasmin Teutrine) – 3:40
6. „Hey Hi Hello” (feat. MaLoY) – 3:35
7. „Deep” – 6:42
8. „Cruisin'” – 3:43
9. „Power” (feat. MaLoY) – 3:42
10. „Could You, Would You, Should You” (feat. MaLoY) – 3:47
11. „1” – 3:36
12. „Rectangle” – 4:24
13. „No Last” – 1:58
14. „Hey Hi Hello” (Alex C. Remix) – 5:29
15. „V.I.P” (Sebastian Wolter Club Mix) – 6:19
16. „Power” (Samuraj Remix) – 6:06